# Susan Rice
Susan Elizabeth Rice (født 17. november 1964 i Washington D.C.) er en amerikansk diplomat. Hun er USA's FN-ambassadør under præsident Barack Obama. En post hun har holdt siden 22. januar 2009.
Tidligere kendt som model og har bl.a. indspillet en række film under både eget navn og psydonym.[kilde mangler]